# Dahane Ahmed Mahmoud
Dahane Ahmed Mahmoud, né le 17 juillet 1952 à Atar fils d’une célèbre famille de Chinguetti, la capitale spirituelle de la Mauritanie.
Expérience professionnelle :
- Membre du Comité militaire de salut national CMSN
- Secrétaire permanent du CMSN
- Ministre de l’information
- Ministre des affaires étrangères et de la coopération

Ministre des affaires islamiques et de l'enseignement originel
- Secrétaire général adjoint du conseil des ministres arabes de l’intérieur Tunis (Tunisie)
- Représentant de la Ligue arabe à New Delhi (Inde).
- Représentant de la Ligue arabe à Madrid (Espagne)
- Président directeur général de Mashref (entreprise de réparation navale de Nouadhibou)
- Président de Marwa Ingénieurs Conseils.

Directeur Exécutif de l'Institut Mauritanien des Études Stratégiques IMES
- Promoteur et organisateur durant 6 ans des journées de dialogue euro arabe de Tolède (Espagne)
- Auteur de conférences sur des thèmes aussi variés que le problème palestinien, le problème du Sahara occidental, l’écologie, etc.
- Auteur d’articles sur différents sujets comme : les relations internationales (l’usage de la force souple face à la force dure dans les relations internationales, un article sous forme de contradiction aux thèses de Samuel Huntington sur le choc des cultures) ; le rôle des mass media dans l’augmentation de la criminalité.

Dahane se porte candidat indépendant à la présidentielle de 2007.
Sous sa direction L'IMES en 2013 un livre intitulé "l'Experience mauritanien de lutte contre le terrorisme " 
Et en 2014 le livre "Administration mauritanienne : contribution à la solution des défis majeurs "